# リベルタドーレス
リベルタドーレス（スペイン語・ポルトガル語：単数形：Libertador　複数形：Libertadores）は、ラテンアメリカにおいて、スペイン、ポルトガルからのラテンアメリカの独立戦争を指導した者を讃える際に使用される呼称である。スペイン語もしくはポルトガル語の一般名詞としての"libertadores"は「解放者たち」を意味する。

## 概要
リベルタドーレスの多くはクリオージョと呼ばれた現地生まれのブルジョワジーの子弟であり、軍隊指揮に関する訓練の経験を持ち合わせていた。また彼らの多くは識字能力のみに留まらずヨーロッパ風の家庭教育を通じて高い水準の教養をも身につけた知識人であり、18世紀末のフランス大革命やアメリカ独立革命、それらに続く19世紀のナポレオン戦争、ハイチ革命、七月革命といった歴史的事件をもたらした自由主義から思想的な影響を大きく受けるとともに、新聞等の近代的な文字媒体を通じて内外の世論形成に自ら参画できる能力的素地を有していた。
今日、最も代表的なリベルタドーレスとして知られているのはシモン・ボリーバルとホセ・デ・サン・マルティンである。ボリーバルは南米大陸の北部、サン・マルティンは南米大陸の南部を主な活動拠点とし、スペインを中心としたヨーロッパの宗主国に対する独立戦争において重大な役割を果たした。彼らは1822年グアヤキルで会談している。
他のリベルタドーレスの例は、ホセ・ヘルバシオ・アルティーガス（ウルグアイ）、ベルナルド・オイヒンス（チリ）、ホセ・ミゲル・カレーラ（チリ）、アントニオ・ホセ・デ・スクレ（ベネスエラ）、フランシスコ・デ・パウラ・サンタンデル（コロンビア）などがいるだろう。彼らはそれぞれの地域で解放戦争に従事した。
フランシスコ・デ・ミランダ（ボリーバルの先駆者）、ホセ・マリア・モレーロス（メキシコ）、マヌエル・ロドリゲス（チリ）といったカウディージョや、ジョゼ・ボニファシオ（ブラジル）、フアン・パブロ・ドゥアルテ（ドミニカ共和国）、ミゲル・イダルゴ（メキシコ）、ホセ・マルティ（キューバ）といった独立運動家や思想家も、また別の文脈でリベルタドーレスと言えるであろう。

## 後世におけるリベルタドーレスの顕彰
ベネスエラ、コロンビア、エクアドルの国旗はフランシスコ・デ・ミランダが1806年にハイチで制定した国旗を引き継いでいる。また、ボリビアの国名は初代大統領のボリーバルからとられている。アルゼンチン、チリ、ペルー、エクアドルで戦ったサン＝マルティンはペルーの独立宣言をし、ペルーの護国卿となった。
リベルタドーレスの名前は南米の各地の町や場所やスポーツクラブで使われている。また、南米で最も権威あるサッカーの大会は、彼等の栄誉を称えて コパ・リベルタドーレス と呼ばれている。

## 解放者の一覧
- シモン・ボリーバル（コロンビア、パナマ、ベネスエラ、エクアドル、ペルー、ボリビア）
- ホセ・デ・サン・マルティン（アルゼンチン、チリ、ペルー）
- ホセ・ヘルバシオ・アルティーガス（ウルグアイ、アルゼンチン）
- アントニオ・ホセ・デ・スクレ（ベネスエラ、エクアドル、ペルー、ボリビア）
- フランシスコ・デ・パウラ・サンタンデル（コロンビア）
- ミゲル・イダルゴ（メキシコ）
- ベルナルド・オイヒンス（チリ）
- ホセ・ミゲル・カレーラ（チリ）
- ブラジル皇帝ドン・ペドロ1世（ブラジル）